# Brachymenium himalayanum
Brachymenium himalayanum är en bladmossart som beskrevs av Hugh Neville Dixon 1942. Brachymenium himalayanum ingår i släktet Brachymenium och familjen Bryaceae. Inga underarter finns listade i Catalogue of Life.